# Bulevar oslobođenja (Novi Sad)
Pour les articles homonymes, voir Bulevar oslobođenja.
Le Bulevar oslobođenja (en serbe cyrillique : Булевар ослобођења ; en serbe latin : Bulevar oslobođenja) ou, en français, « le boulevard de la Libération », est situé à Novi Sad, la capitale de la province autonome de Voïvodine, en Serbie. Il constitue également un quartier non officiel de la ville. Il s'étend de la gare de Novi Sad au pont de la Liberté.
Le boulevard aussi bien que le quartier sont souvent familièrement désignés sous le nom de Bulevar.

## Localisation

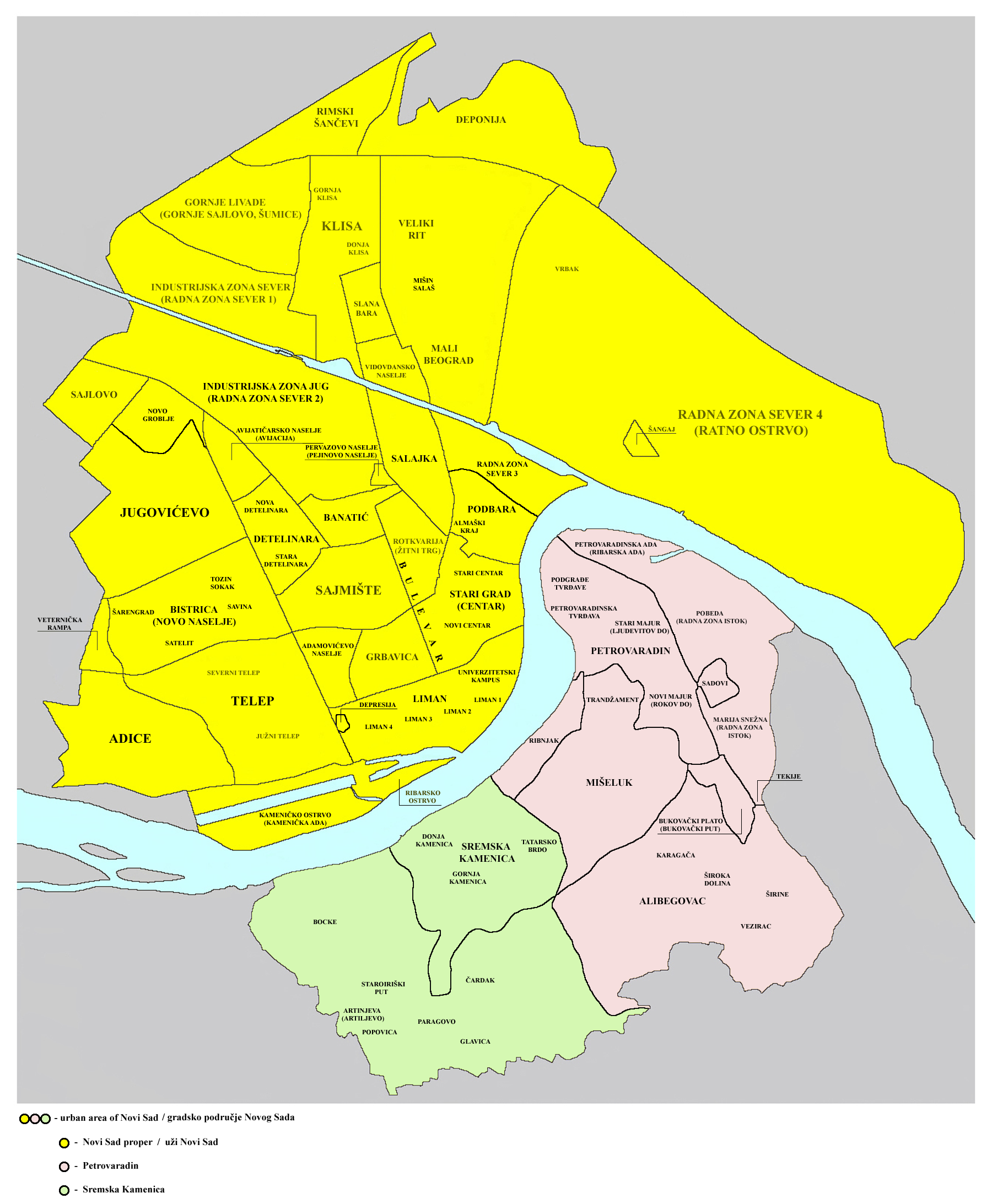
Plan de la zone urbaine de Novi Sad

Le Bulevar oslobođenja s'étend sur près de 3 km entre le Bulevar Jaše Tomića et la gare de Novi Sad au nord jusqu'au pont de la Liberté au sud. Sur son parcours, il rencontre notamment le Bulevar Jaše Tomića, le Bulevar kralja Petra I, les rues Novosadskog sajma, Pavla Papa, Futoška, Jevrejska, Braće Ribnikar, Maksima Gorkog, le Bulevar cara Lazara et la rue Narodnog fronta.

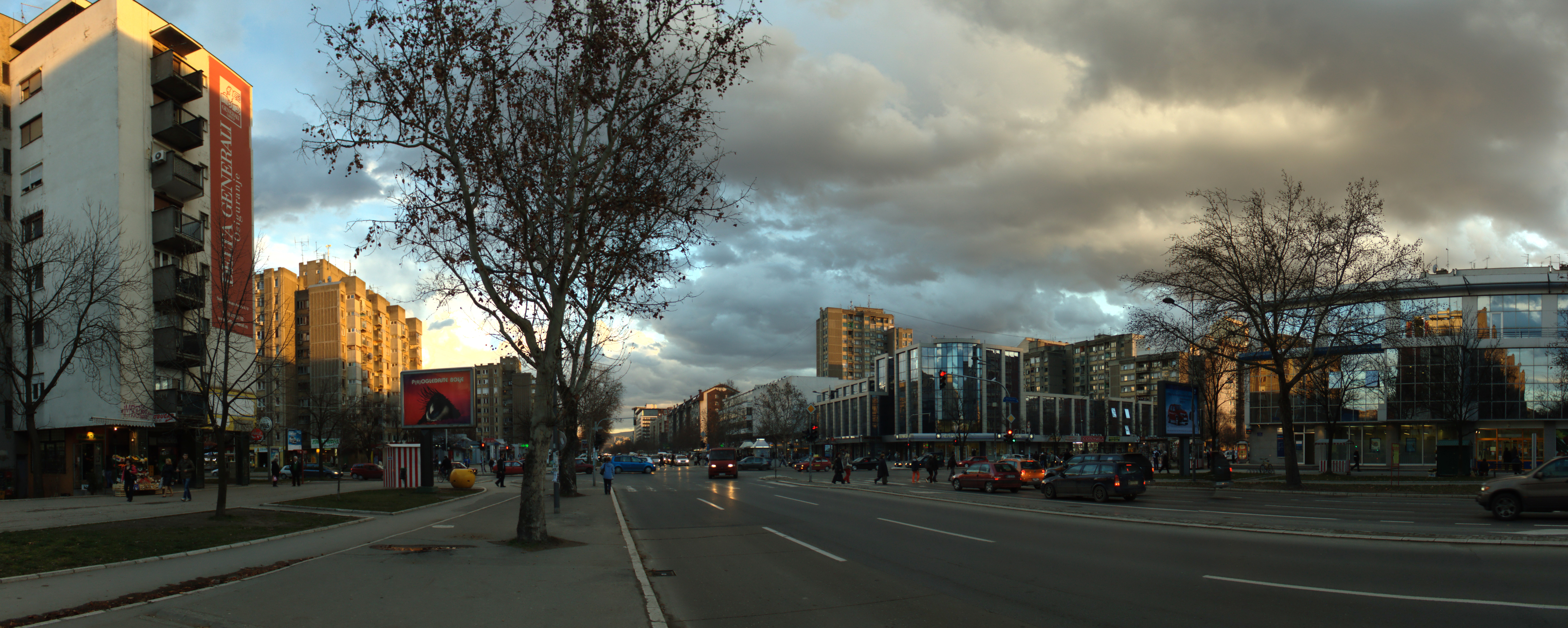
L'angle du boulevard et du Bulevar kralja Petra I

En tant que quartier non officiel, Bulevar englobe des parties des quartiers traditionnels de Banatić, Sajmište, Rotkvarija, Grbavica, Stari grad et Liman et est rattaché aux communautés locales d'Omladinski pokret, Sava Kovačević, Narodni heroji, Žitni trg, Vera Pavlović, Prva vojvođanska brigada, Liman III et Boško Buha.

## Histoire

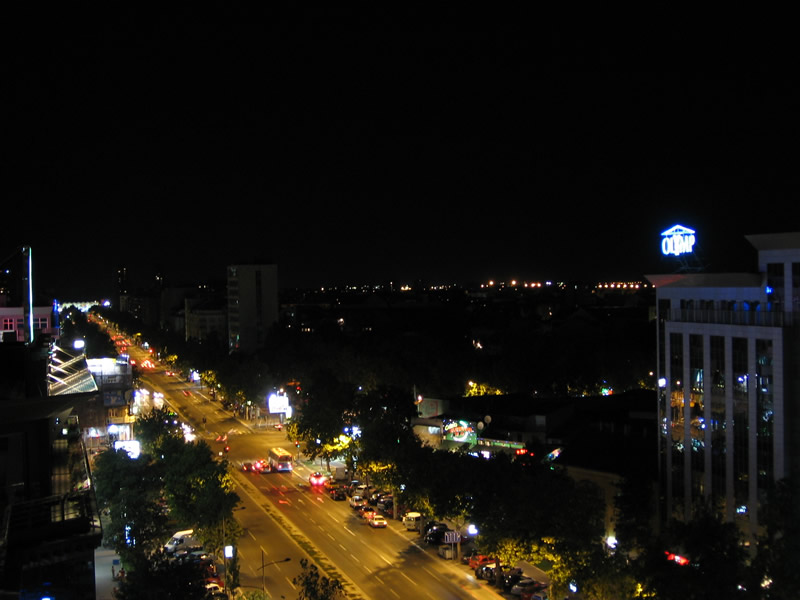
Le boulevard, la nuit

Le boulevard a été percé entre 1962 et 1964, dans un secteur qui abritait des maisons datant du XIXe siècle. Il a d'abord été nommé Bulevar 23. oktobra (« boulevard du 23 octobre ») pour commémorer la libération de Novi Sad vis-à-vis de l'armée hongroise le 23 octobre 1944 ; il a reçu son nom actuel en 1991.

## Caractéristiques
Le Bulevar oslobođenja est aujourd'hui l'artère la plus importante de Novi Sad pour les transports et le commerce et certains le considèrent même comme la rue principale de la ville et son centre non officiel[réf. nécessaire]. Car, bien que la plupart des institutions politiques, publiques et culturelles se trouvent dans le quartier de Stari, le boulevard accueille de nombreux sièges d'entreprises et de nombreux lieux de divertissement (restaurants, bars etc.). On y trouve aussi de nombreux bâtiments modernes tandis que les parties latérales sont dotées de trottoirs spacieux, de pistes cyclables et d'allées.

## Sport et loisirs

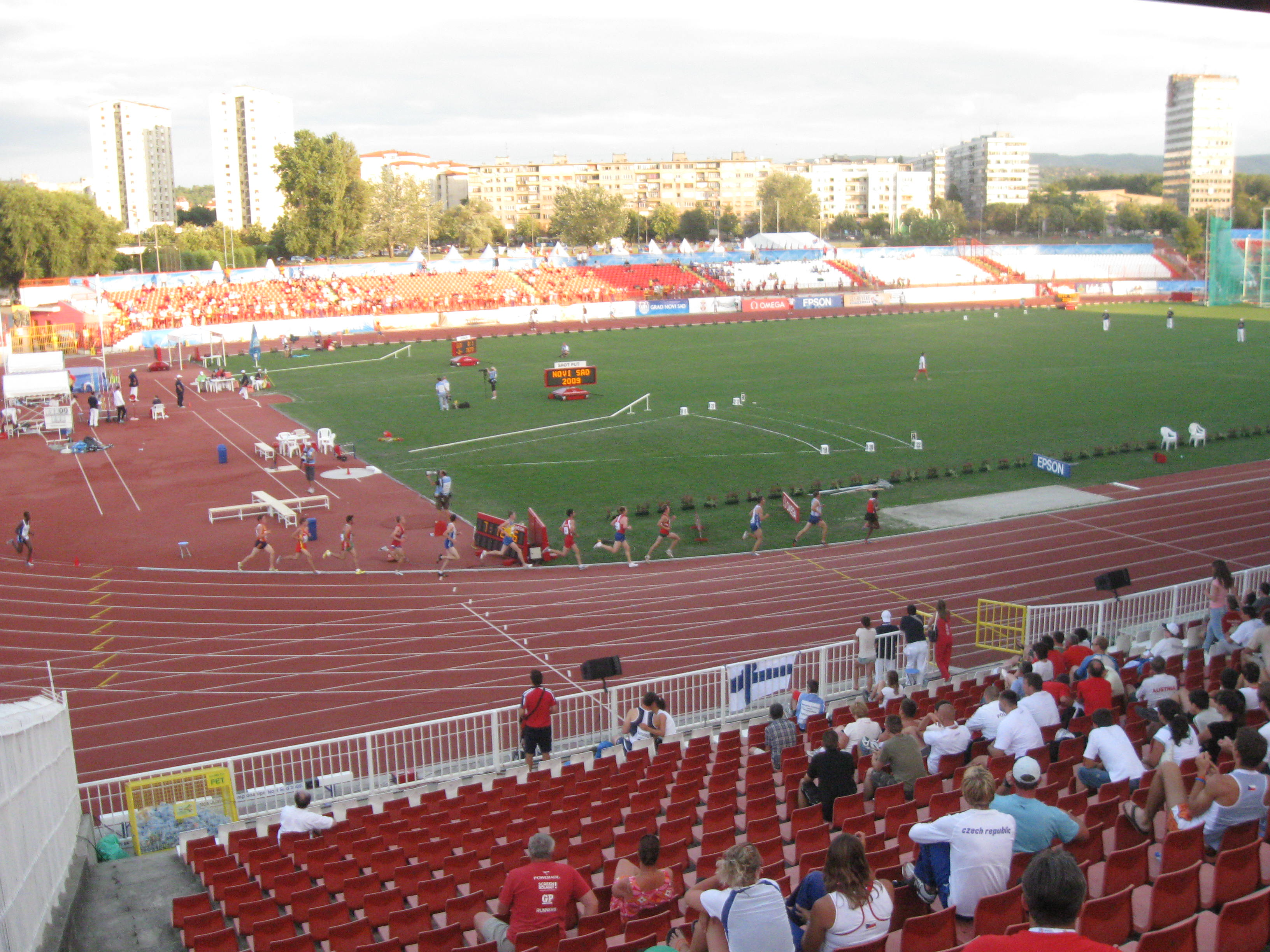
Le stade Karađorđe lors des championnats d'Europe juniors d'athlétisme 2009

Dans la partie sud du boulevard se trouvent le stade Karađorđe, construit en 1924, qui accueille principalement les matchs du club de football FK Vojvodina Novi Sad, ainsi que des courts de tennis. Un peu plus au sud, près du pont de la Liberté, se trouvent le Limanski park, le « parc de Liman »,, et le stade du club de football FK Kabel Novi Sad.

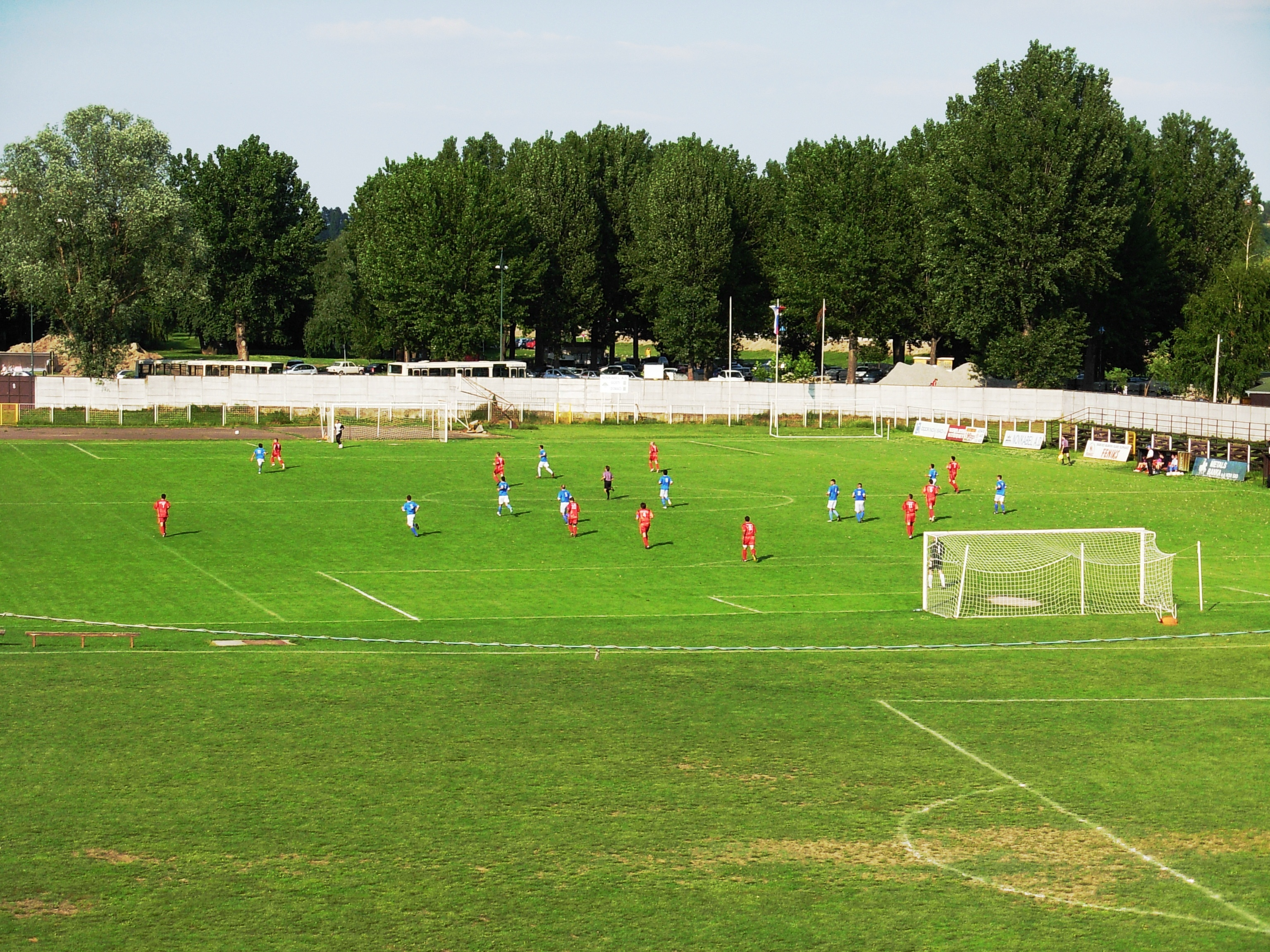
Le stade du FK Kabel Novi Sad

## Éducation
Sur le boulevard se trouve l'école d'enseignement pour les adultes Sveti Sava.

## Institutions publiques, économie et affaires

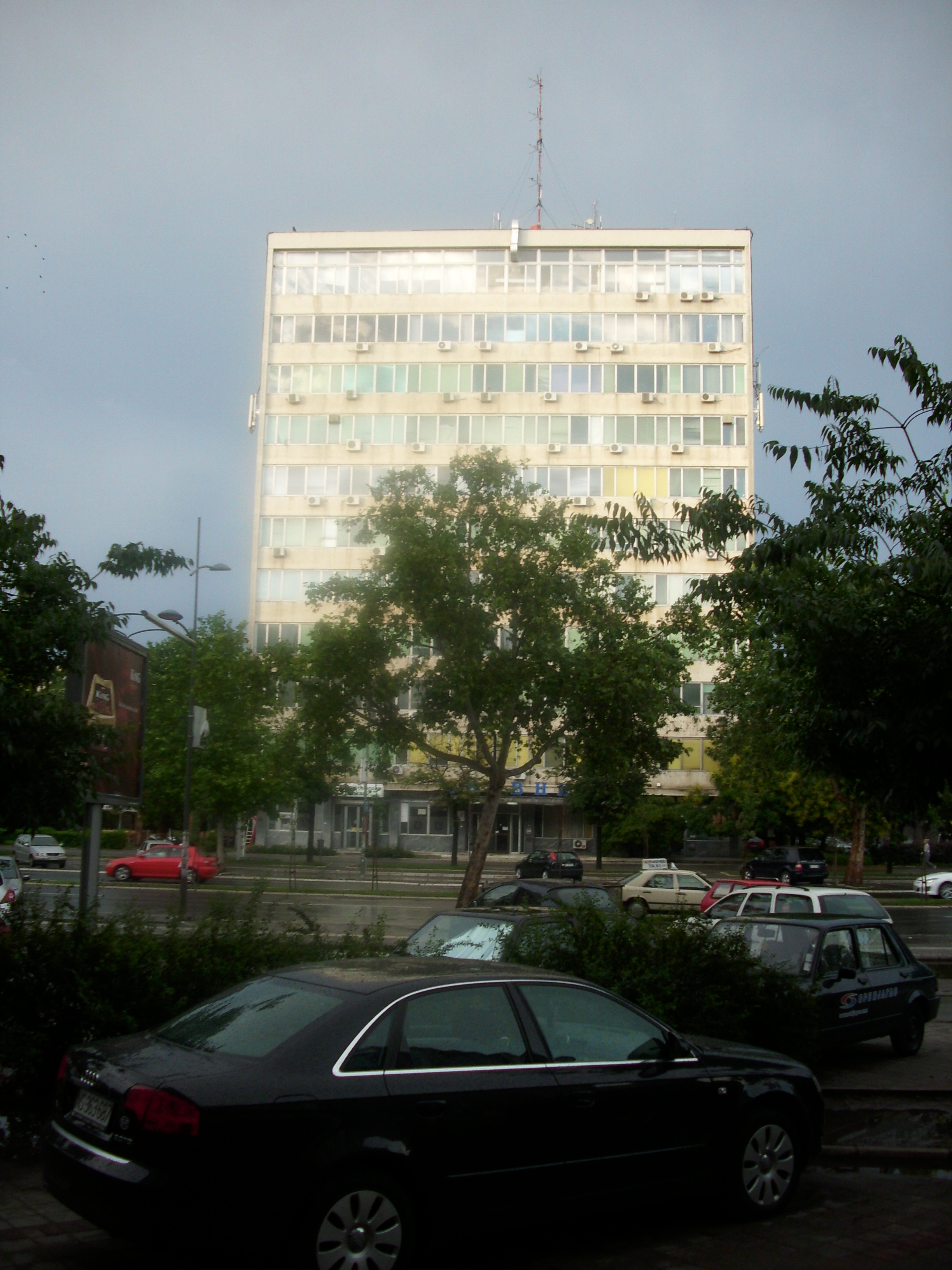
Le bâtiment du journal Dnevnik

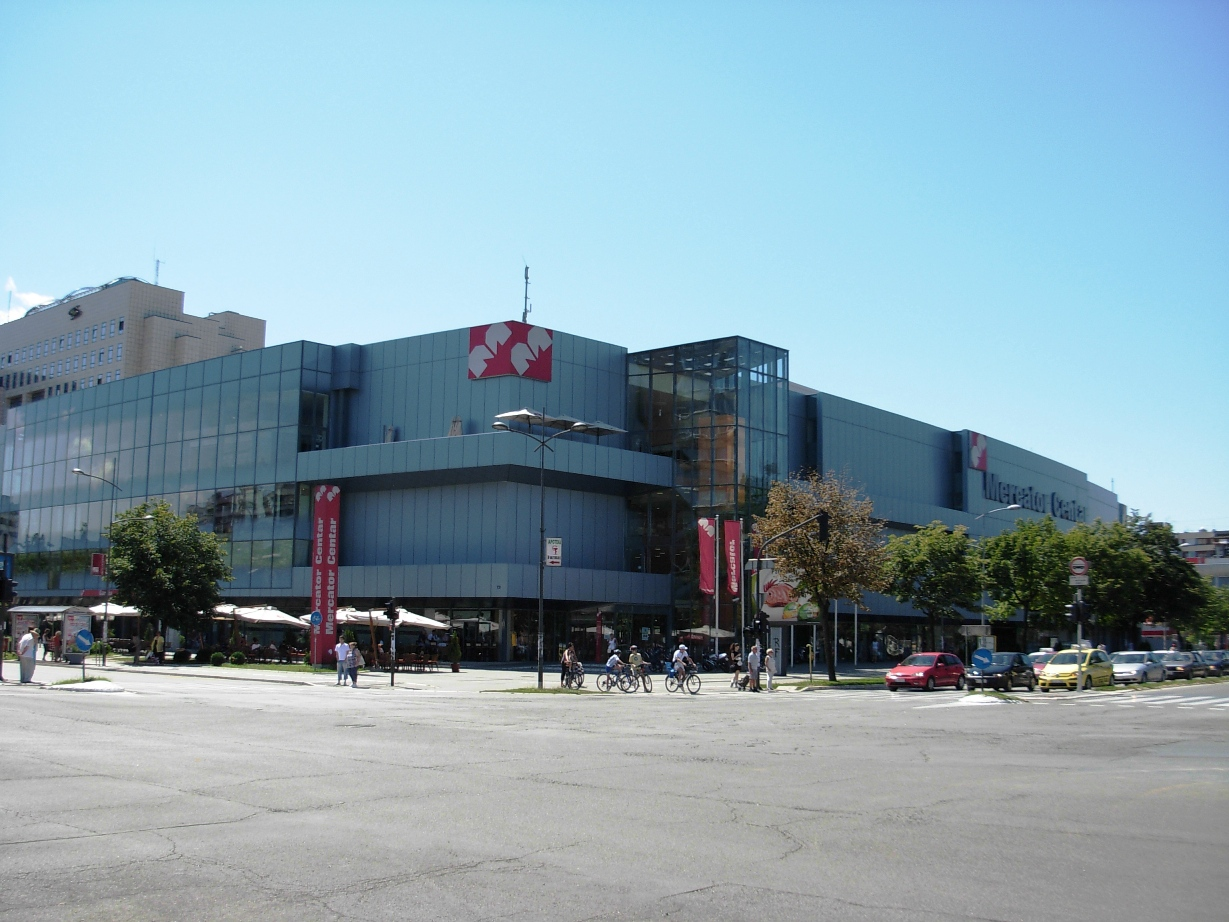
Le centre commercial Mercator de Novi Sad

Parmi les lieux consacrés aux activités économiques, aux affaires et aux institutions publiques, on peut citer :
- la gare de Novi Sad (Železnička stanica), située Bulevar Jaše Tomića
- la gare routière de Novi Sad, Bulevar Jaše Tomića
- le tribunal de Novi Sad
- la cour d'appel de Novi Sad
- le tribunal correctionnel d'appel
- le bâtiment de la Naftna industrija Srbije
- le bâtiment d'Elektrovojvodina
- le bâtiment du journal Dnevnik
- le bâtiment d'Agrovojvodina
- un centre commercial Mercator
- le centre commercial chinois Erker
- l'Aleksandar Bulevar centar
- le centre commercial Dalton
- le marché de Futog (Futoška pijaca)
- le bâtiment administratif de la police
- l'agence nationale pour l'emploi
- Radio Signal.

Sur le boulevard se trouvent également les filiales de nombreuses banques et de nombreux bars, restaurants et magasins.

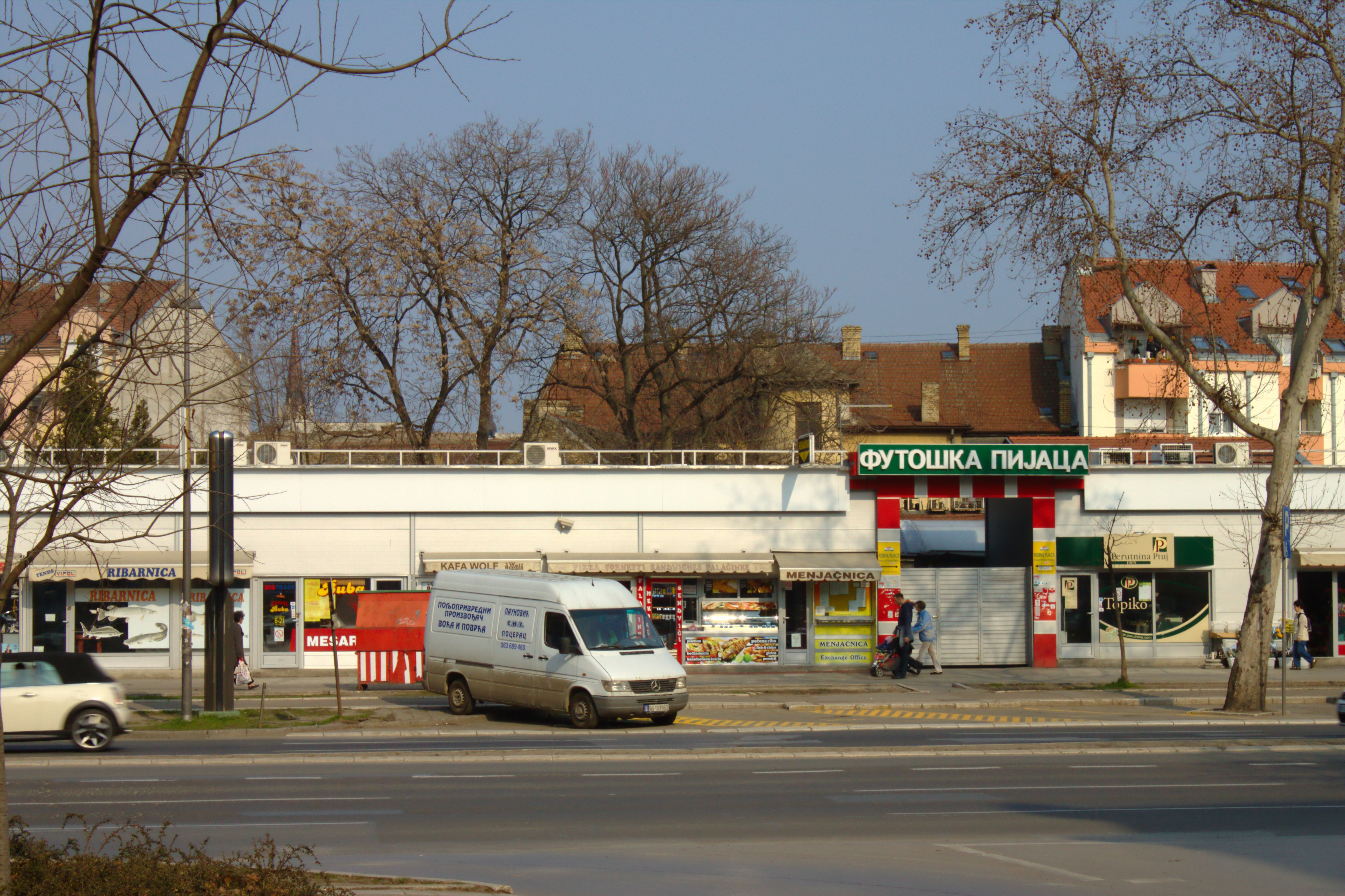
Le marché de Futog

## Transport
Dans la mesure où le Bulevar oslobođenja abrite dans sa partie nord la gare ferroviaire et la gare routière interurbaine de la ville, la plupart des lignes d'autobus de la société de transport public JGSP Novi Sad le parcourent en totalité ou en partie.
Les lignes qui parcourent le boulevard dans sa totalité sont les lignes 7, 68, 71, 71A, 72, 73, 74, 76, 77, 78, 79, 80, 81, 82, 83 et 84 ; celles qui le parcourent partiellement sont les lignes 4, 5, 5N, 10, 10A, 10B, 12, 14, 15, 15A, 52, 53, 54, 55, 56, 61, 62, 64 et 69.

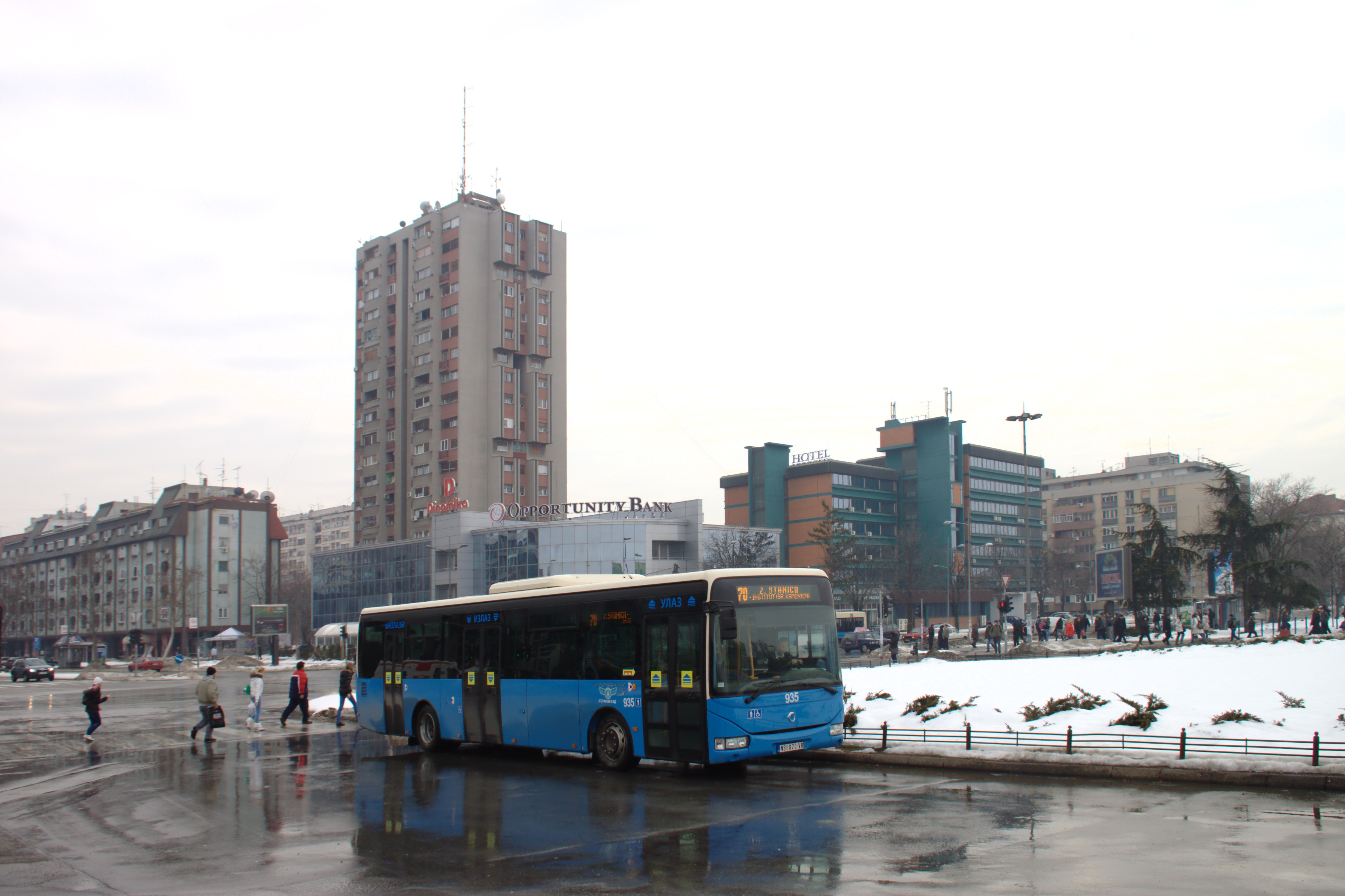
Un autobus de la société JGSP Novi Sad à l'angle du Bulevar oslobođenja et du Bulevar kralja Petra I